# Nizjnij Novgorod-stadion
Nizjnij Novgorod-stadion (ryska: стадион «Нижний Новгород») är en fotbollsarena i Nizjnij Novgorod i Ryssland. Det är en av spelplatserna under fotbolls-VM 2018. Den har en kapacitet på 44 899 åskådare.
Den nya arenan för fotbolls-VM 2018 i Nizjnij Novgorod byggdes i vid sammanflödet mellan de två stora floderna Volga och Oka. Utformningen följer en klassisk stil och använder en färgskala av vit, blå och azurblå som är associerad med Volga-regionen och elementen av vatten och vind. Metalltaket väger över 11 000 ton och ger arenan ett massivt utseende, medan fasad och halvtransparent tak ger ljus och luftighet till det övergripande utseendet. Arenan är formad av vita kolumner i en cirkel. 
I slutet av 2014 undertecknade Ryska federationens idrottsministerium ett kontrakt med OAO Stroytransgaz för byggandet av arenan på ett område omfattande 21,6 hektar. Den totala uppskattade kostnaden för arenan, inklusive byggnads- och installationsarbeten samt designkostnader, är 17,9 miljarder rubel.

## Galleri

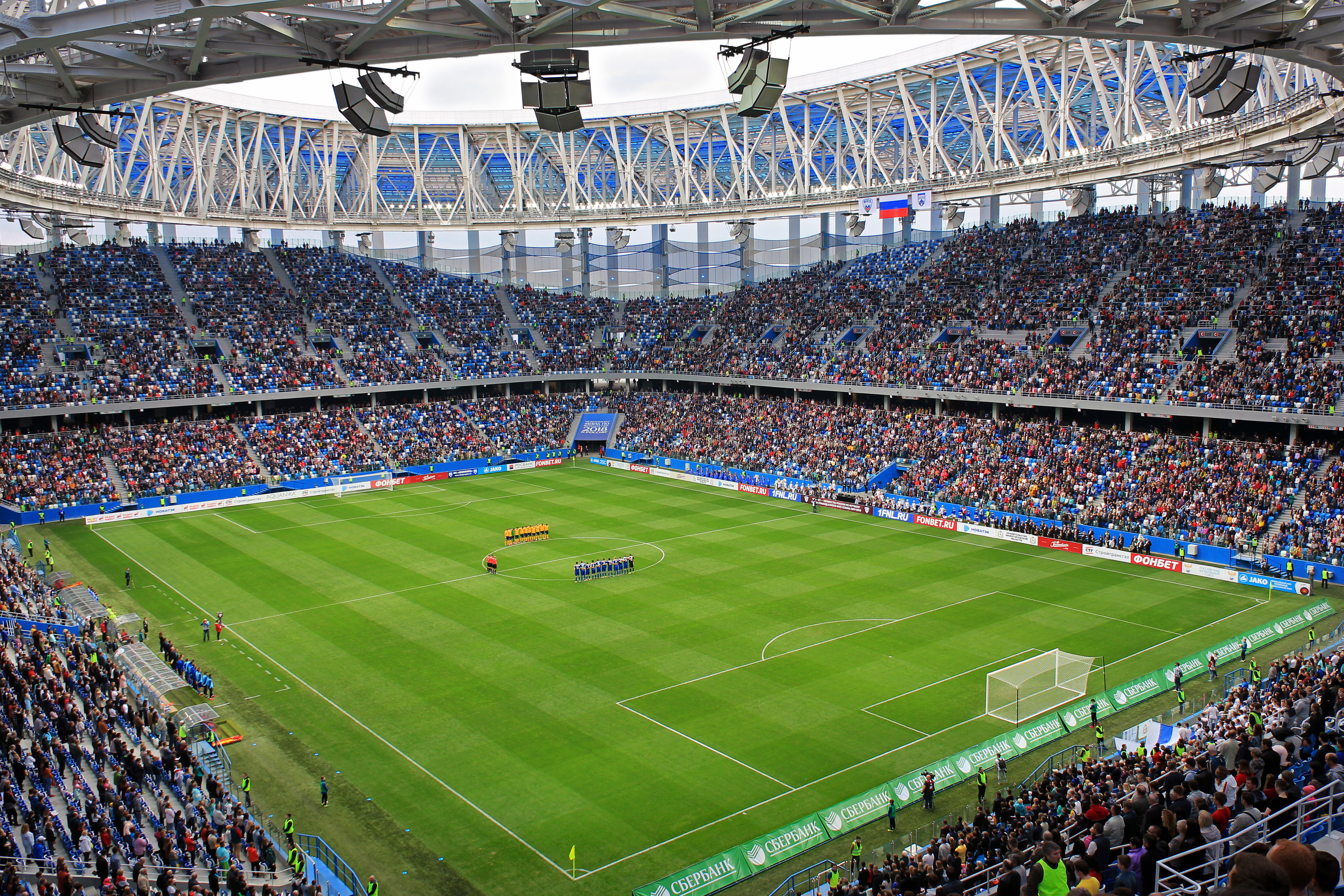
Interiör
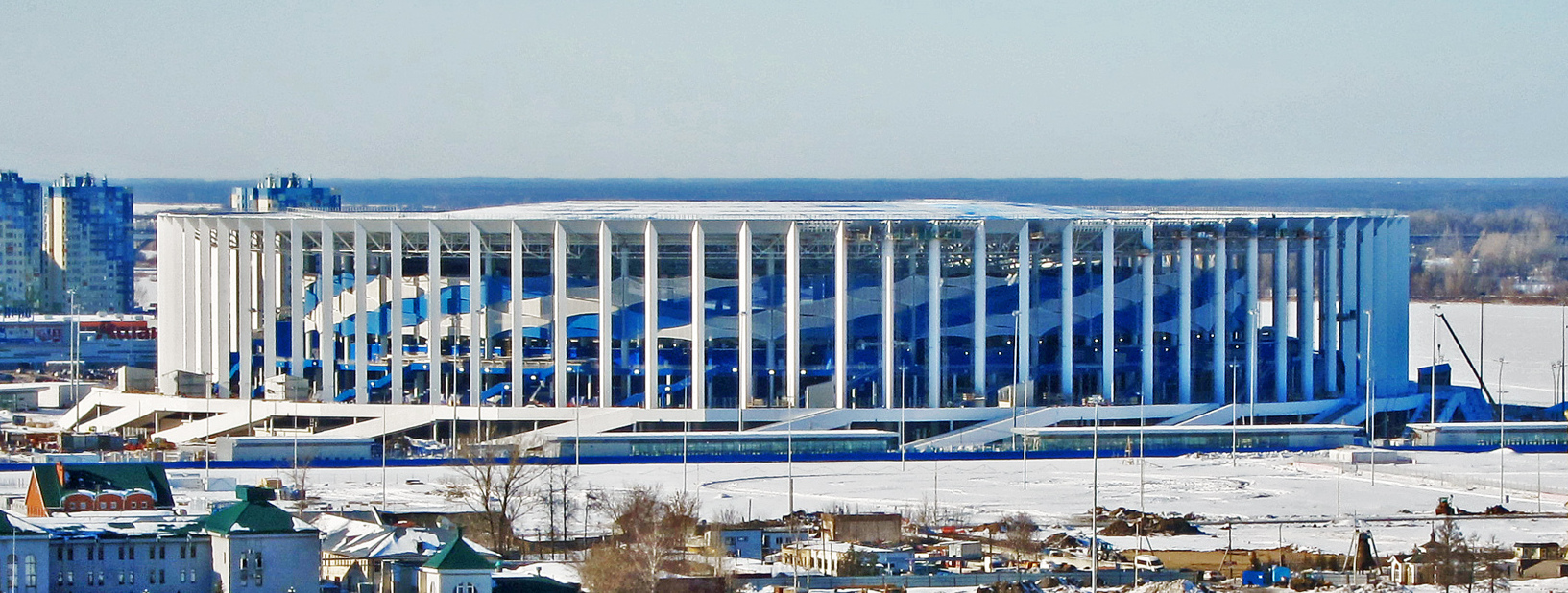
Exteriör